# Pedro Calapez

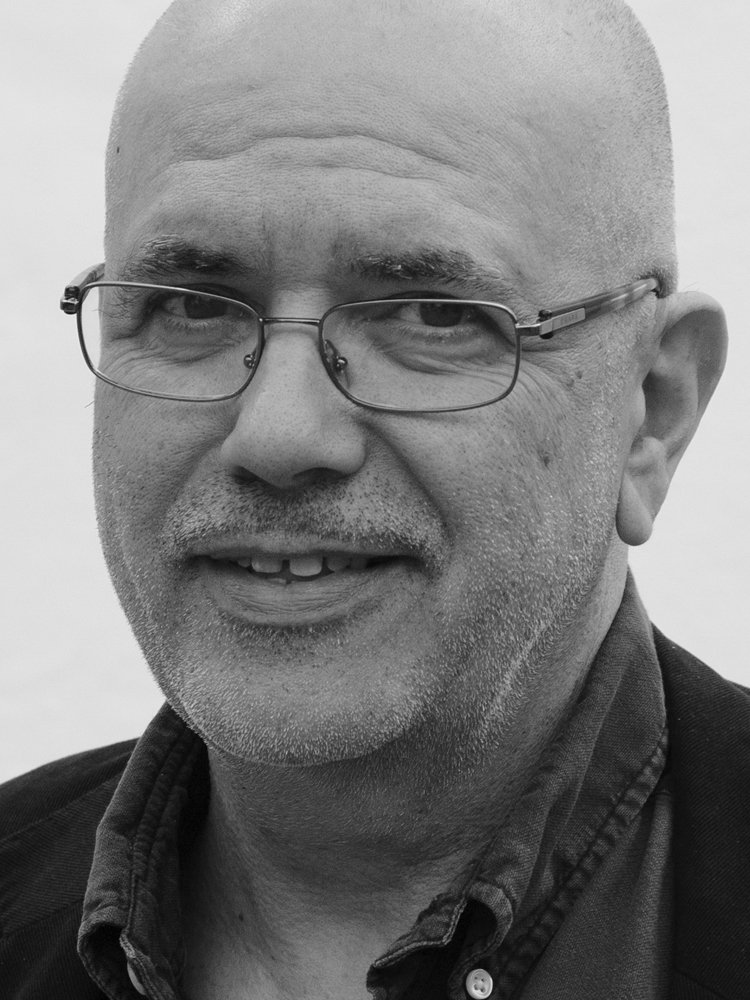
Pedro Calapez

Pedro Calapez ComIH (* 1953 in Lissabon) ist ein portugiesischer Maler.
Seine Arbeiten liegen im Spannungsfeld zwischen Malerei und Zeichnung, Gegenständlichkeit und Abstraktion.
Pedro Calapez hatte internationale Ausstellungen auf den Azoren und Madeira, in Deutschland, Frankreich, Italien, Portugal und Spanien.